# Milan Janković
Milan Janković (ur. 31 grudnia 1959 w Sarajewie) – były serbski piłkarz występujący na pozycji pomocnika. Karierę rozpoczął w klubie NK Maribor. Stamtąd trafił do belgradzkiej Crvenej Zvezdy. Grał tam przez 7 sezonów. W 1987 roku odszedł do hiszpańskiego Realu Madryt. W barwach Królewskich rozegrał 38 meczów, po czym przeszedł do belgijskiego Anderlechtu, gdzie zakończył karierę.
Janković 12 razy wystąpił w reprezentacji Jugosławii.

## Kariera trenerska
W 1996 roku oraz od stycznia 2004 roku do września 2007 prowadził reprezentację Tonga.